# Valse kathaai
De valse kathaai (Pseudotriakis microdon) is een vissensoort uit de familie van de valse kathaaien (Pseudotriakidae). De wetenschappelijke naam van de soort is voor het eerst geldig gepubliceerd in 1868 door de Brito Capello.